# Consolis
Die Consolis Group S.A.S. ist ein europäischer Hersteller von Betonfertigteilen mit Sitz in Paris. Der Umsatz lag 2021 bei 1,1 Milliarden Euro.
Die Gruppe ist mit 47 Produktionsstätten in 17 Ländern aktiv, die in fünf Regionen aufgeteilt wurden:
- Nordwest (Schweden, Dänemark, Norwegen; 1954 Mitarbeiter)
- Nordost (Finnland, Estland, Lettland, Litauen; 1678 Mitarbeiter)
- West (Niederlande, Deutschland, Spanien; 1252 Mitarbeiter)
- Ost (Ungarn, Rumänien, Polen; 1000 Mitarbeiter)
- Emerging Markets (Frankreich, Tunesen, Ägypten, Indonesien; 3000 Mitarbeiter)

Consolis wird geleitet von Mikael Stöhr (* 1970).

## Aktivitäten in Deutschland
Der deutsche Anteil am Konzernumsatz ist unter 2 %. Tochterunternehmen in Deutschland sind u. a.:
- Condita (Schneverdingen)
- DW Beton (Schneverdingen)
  - DW Systembau (Schneverdingen)
- Spaencom Betonfertigteile (Schneverdingen)

## Geschichte
Die Firmengruppe entstand im Herbst 2005 durch Fusion der französischen Bonna Sabla und der finnischen Consolis. Zum Zeitpunkt der Fusion war Consolis mit über 100 Produktionsstätten in 23 Ländern Europas größter Hersteller von Betonfertigteilen. Bereits ein Jahr später verkaufte der Eigentümer Industri Kapital Consolis an LBO France. Später übernahm Consolis die Sateba-Gruppe, die Betonteile für Eisenbahnen herstellt. Sateba war im 20. Jahrhundert ein Unternehmen der Compagnie Générale des Eaux. 2017 verkaufte LBO France Consolis an Bain Capital. 2021 wurde Consolis' Bahnsparte, darunter Sateba DW Schwellen mit Werken in Neuss, Güsen und Augsburg, an TowerBrook verkauft.